# Памятник национальному танцу Оро
Памятник национальному танцу Оро — бронзовый памятник в городе Подгорица, Черногория, являющийся символом черногорской традиции и культуры.
Оро — традиционный черногорский танец, при котором юноши и девушки собираются в круг, поют и двигаются в определённую сторону. Затем кто-то из юношей перемещается в центр круга и там изображает орла, через какое-то время к нему присоединяется девушка. Они вместе танцуют, затем целуются. В конце танца юноши составляют двухэтажный круг. Оро является черногорской разновидностью танца Коло, с особенностью — пением.

## Местоположение
Памятник танцу Оро находится в районе Донья Горица на бульваре 21 Мая на выезде из города в сторону Цетине.

## Описание
Автор монумента — академический скульптор Митар Живкович. Памятник представляет собой композицию из 8 скульптур черногорцев в традиционной одежде, которые, танцуя Оро, составляют круг в два ряда. Общий размер скульптуры — 2,90 × 5,20 м.
По словам скульптора, лица на скульптурах не случайны, они представляют портреты его друзей, как благодарность за их моральную и материальную поддержку.
За короткий промежуток времени памятник стал одним из символов Подгорицы.

## История
Памятник был возведен в 2016 году в честь празднования десятой годовщины восстановления независимости Черногории. Первоначально украшал бульвар Святого Петра Цетинского у здания старой администрации города. В 2020 году был перенесен на новое место — бульвар 21 Мая.
Кроме того, на бульваре было высажено 14 саженцев оливок (символизирующих бессмертие и благородство) в честь 14 лет независимости Черногории.